# Toby Wilkins
Pour les articles homonymes, voir Wilkins.
Toby Wilkins est un réalisateur britannique né le 27 mai 1972 à Maldon (Angleterre).

## Filmographie
Réalisateur
- 2011 : Teen wolf

- 2008 : The Grudge 3
- 2008 : Splinter
- 2006 : Kidney Thieves (court métrage)
- 2006 : Tales from The Grudge (court métrage)
- 2005 : Starring at the Sun (court métrage)
- 2002 : I Lost 20 lbs in Two Months, Ask Me How (court métrage)
- 2000 : The Unbreakable Likeness of Lincoln (court métrage)

Producteur
- 2008 : Irish Twins (court métrage)
- 2006 : Kidney Thieves (court métrage)
- 2002 : I Lost 20lbs in Two Months, Ask Me How (court métrage)
- 2000 : The Unbreakable Likeness of Lincoln (court métrage)